# Fanny Elssler
Fanny Elssler (née Franziska Elssler) est une danseuse autrichienne née à Gumpendorf (un village actuellement rattaché à la ville de Vienne en Autriche) le 23 juin 1810 et morte à Vienne le 27 novembre 1884.

## Biographie
Fille du valet et copiste de Joseph Haydn, Fanny Elssler étudie à l'école de ballet du Theater an der Wien, en compagnie de sa sœur Therese, puis entre au Théâtre de la Porte de Carinthie en 1818. Acclamée à Naples en 1825 dans les ballets de Taglioni et de Vestris, elle fait ses débuts à Berlin en 1830, à Londres en 1833 et à Paris en 1834, où Marie Taglioni découvre en elle une rivale.
Après avoir brillé notamment dans le rôle de Zoloé (Le Dieu et la Bayadère) et dans celui de Lise (La Fille mal gardée), Fanny Elssler triomphe dans Le Diable boiteux de Coralli (1836). Théophile Gautier, qui l'admire beaucoup, la surnomme « la ballerine païenne » (tandis qu'il qualifie Taglioni de « ballerine chrétienne »).
Après une brillante tournée d'un an en Amérique en 1840 et 1841, qui la conduit jusqu'à La Havane, elle revient en Europe l'année suivante et interprète pour la première fois à Londres, le rôle de Giselle, dont la première à Paris avait été dansé par Carlotta Grisi deux ans plus tôt.
Elle est probablement la destinataire d'un ouvrage anonyme, Lettres à une artiste, publié à Bruxelles en 1841. Le livre est une suite de lettres enflammées que lui adresse un ami intime (peut-être le comte Samuel de Kostrowicki), qu'il fit tirer à 100 exemplaires et dont il emporta avec lui la quasi-totalité.
Abandonnant la scène en 1851, elle se retire à Hambourg puis revient à Vienne en 1855, où elle suit de près la vie théâtrale et artistique.
Considérée comme l'une des plus grandes interprètes du ballet romantique, Fanny Elssler a subjugué ses contemporains par sa sensualité et sa capacité à rendre les situations les plus dramatiques.
Elle fut un temps la maîtresse du duc de Reichstadt, liaison qu'Edmond Rostand a rappelée dans sa pièce L'Aiglon. Ses deux sœurs, Therese (1808-1878) et Hermine (1811-1898), furent aussi danseuses.